# 仲元圖書館
仲元樓，位於廣東廣州越秀公园镇海路，原為仲元圖書館，曾為廣州藝術博物館、廣州美術館館址。

## 歷史
仲元樓最初是为纪念粤军名将邓仲元而建的仲元图书馆，由粵系元老李濟深提議，楊錫宗負責設計，筹建于1928年，于1930年落成启用。位於海員亭東側。當時館內藏書近3萬冊。日軍佔領廣州後，圖書館停辦。光復後館址多次被其他單位和學校借用。 
共和國成立初期，曾作過廣州博物館館址。1956年，市政府決定將圖書館改為廣州美術館，于1957年2月17日正式开放参观。1959年市政府又撥款8萬元在大樓後側曠地增建一座長廊式的畫廊，作為展覽美術作品之用。後成為承接美術展覽、收藏展示歷代書畫名家名作，以及從事地方美術史和美術理論研究的專門機構。
文化大革命期间闭馆，1980年2月重開。2002年，廣州美術館館藏被搬遷麓湖，改組成廣州藝博院。仲元樓被廣州博物館再接手，作為仲元樓展區使用。

## 建築
仲元樓為中西風格的混合建築，式樣仿北京的文華殿，坐北朝南，鋼筋混凝土結構，水泥仿木斗拱和飛簷，歇山頂，綠琉璃瓦，水磨青磚牆，花崗岩牆腳，水泥石米圍廊台座，氣派富麗，大樓占地面積253平方米，總面積7600平方米。

## 交通
- 巴士：越秀公园站、小北花圈站
- 地铁：█2号线越秀公园站B2口